# Ylilompola
Ylilompola eller Ylilompolo är en sjö i Finland. Den ligger i kommunen Enare i landskapet Lappland, i den norra delen av landet, 1 000 km norr om huvudstaden Helsingfors. Ylilompola ligger 158 meter över havet. Arean är 28,1 hektar och strandlinjen är 4,56 kilometer lång. Sjön  ingår i Pasvik älvs huvudavrinningsområde.   Den ligger vid sjön Nammijärvi.